# باشق أردوازي الشملة
البَاشِقُ أُرْدُوَازِيُّ الشَّملَةِ أو البَازُ أُرْدُوَازِيُّ الشَّملَةِ أو البَاشِقُ أُرْدُوَازِيُّ الظهرِ، هو أحد أنواع الجوارح المُنتمية لفصيلة البيزان، وهي من الطُيور البلديَّة المُستوطنة في پاپوا غينيا الجديدة. مؤلها الطبيعيُّ هو الغابات الرطبة الواطئة الاستوائيَّة وشبه الاستوائيَّة. يتهددها تدمير مواقع سُكناها وبيئتها.

## وصلات خارجيَّة
- معلوماتٌ عن النوع من موقع جمعيَّة الطُيور العالميَّة.